# Stein Vegard Hagen
Stein Vegard Hagen, född 30 juni 1944, död den 2 september 2010 i Tallinn, var Norges ambassadör i Estland.
Hagen har en jur.kand.-examen från Universitetet i Oslo och började att arbeta inom den norska utrikesförvaltningen 1971. Han har tidigare varit ambassadör i Abu Dabi samt varit stationerad i Jakarta, Paris, Rom och vid Norges EU-delegation i Bryssel.
Hagen har undervisat vid Försvarets Högskola och innehaft en rad positioner i Utrikesdepartementet, bland annat som chef för Utrikesekonomisk avdelning och Rättsavdelningen samt biträdande chef för Skeppsfartsavdelningen.